# AMD Šempeter
Avto moto društvo Šempeter, slovenski automobilistički i motocilistički klub iz Šempetera u Savinjskoj dolini. Uspješni vozači iz ovog kluba su Dragan Gajić, Nejc Romih, Robert Belaj i dr. Natječe se i u HAKS-ovom kupu Formule driver.

## Vanjske poveznice
- Službene stranice  Arhivirana inačica izvorne stranice od 29. ožujka 2016. (Wayback Machine) (slo.)
- Facebook AMD Šempeter  (slo.)
- YouTube (slo.)
- RG Racing (slo.)